# Air Transport Europe
Air Transport Europe és una aerolínia amb base a Poprad, Eslovàquia. Duu a terme vols d'emergències mèdiques, treballs aeris i serveis d'helicòpters privats. També és una companyia certificada per AgustaWestland i MIL Helicopters per prestar servei tècnic als seus helicòpters. El seu aeroport base és l'Aeroport de Poprad-Tatry, i utilitza dos aeroports secundaris, l'Aeroport de Bratislava-Milan Rastislav Štefánik i l'Aeroport Internacional de Košice.

## Història
L'aerolínia es va fundar el 1990 com una aerolínia xàrter, operant un Tupolev Tu-134A i tres helicòpters AgustaWestland AW109. El 1996 va ser arrendat un Tu-154B2 a Air Terrex, aquest va ser retornat l'any 1998. El 1997 la companyia va adquirir un Tu-154M per incursionar-se als vols regulars, cobrint la ruta Bratislava-Moscou-Budapest durant dos anys. El 1999 es va adquirir un altre Tu-154M, que era utilitzat únicament per a serveis de vols xàrter. Els dos Tu-154 van ser retirats el 2000, mentre que el Tu-134 va ser retirat el 2001. Això va convertir a la companyia en una operadora de serveis d'helicòpters, i així va ser fins a 2004, quan va adquirir un Cessna Citation.

## Flota
La flota de Air Transport Europe està composta per:
- 2 Mil Mi-8 / Mi-8 MTV helicopters
- 10 Agusta A109K2 helicopters
- 1 Eurocopter AS355N helicopter
- 1 PZL Kania Helicopter
- 1 Mi-2 Helicopter
- 1 Cessna 560 Encore business jet

### Flota retirada
- 3 Antonov An-30 (Un arrendat a Aeroflot, un altre a Air Ukraine i un altre a Central Districts Airline)
- 1 Tupolev Tu-134
- 1 Tupolev Tu-154B2 (Arrendat a Air Terrex)
- 2 Tupolev Tu-154M
- 1 Yakovlev Yak-40